# Granada-Konföderation
Granada-Konföderation (auch Granadinische Konföderation spanisch: Confederación Granadina) war von 1858 bis zum Ende eines dreijährigen Bürgerkriegs 1863 die offizielle Bezeichnung der späteren Vereinigten Staaten von Kolumbien, Vorgängerstaat des heutigen Kolumbiens. Sie entstand aus der Republik Neugranada.

## Geographie
Die Granada-Konföderation befand sich im Nordwesten Südamerikas. Der Staatenbund grenzte im Norden an die Karibik und im Westen an den Pazifik, Nachbarstaaten waren im Osten das Kaiserreich Brasilien und die Republik Venezuela, im Süden die Republik Ecuador, im Nordwesten grenzte die Konföderation an Zentralamerika. Die bedeutendsten Hafenstädte waren Panama-Stadt, Cartagena und Santa Marta.

## Bevölkerung und Politik
Die Konföderation hatte eine Einwohnerzahl von etwa 2,5 Millionen, davon ca. 500.000 Weiße (Kreolen), ca. 450.000 Indianer, mehr als 80.000 Schwarze, ca. 1 Million Mestizen sowie ca. 300.000 Mulatten. Die Staatskirche der Granada-Konföderation war die römisch-katholische Kirche. Es gab zwar ein Parlament aus 62 Abgeordneten, jedoch war das Land eher ein Staatenbund aus den acht Teilstaaten Antioquia, Bolívar, Boyacá, Cauca, Cundinamarca, Magdalena, Panama und Santander, die wiederum aus insgesamt 19 Teilprovinzen bestanden. Obwohl die Granada-Konföderation unabhängig war, erfolgte der Handel ausschließlich über Großbritannien.